# Edson Ferreira
Edson de Castro Ferreira (São Raimundo Nonato, PI, 13 de julho de 1964) é um médico e político brasileiro radicado no Piauí.

## Dados biográficos
Filho de Gaspar Dias Ferreira e Terezinha de Castro Ferreira. Formado em Medicina pela Universidade Federal do Piauí, foi por duas vezes diretor do Hospital Regional Senador José Cândido Ferraz em São Raimundo Nonato e nessa mesma cidade dirigiu a Clínica Santa Terezinha. Médico do Instituto de Assistência e Previdência do Estado do Piauí (IAPEP) e da Secretaria Estadual de Saúde.
Foi eleito deputado estadual em 1998, 2002, 2006, 2010 e 2014. Nesse ínterim foi Secretário Municipal de Projetos Estruturantes na segunda gestão de Firmino Filho na prefeitura de Teresina e secretário de Mineração no segundo governo Wilson Martins. Militou no PFL e no DEM antes de migrar para o PSD.
É irmão de Ferreira Neto, eleito deputado estadual em 1994, e de Avelar de Castro Ferreira, que ocupa pela terceira vez o cargo de prefeito de São Raimundo Nonato. Seu pai exerceu três mandatos como prefeito de São Raimundo Nonato e foi secretário de Agricultura no segundo governo Hugo Napoleão.